# Tinnen
Tinnen ist der am weitesten östlich gelegene Ortsteil der Stadt Haren (Ems) im niedersächsischen Landkreis Emsland.

## Geografie und Verkehrsanbindung
Der Ort liegt östlich des Kernbereichs von Haren. Westlich vom Ort verläuft die B 70, parallel zur Kreisstraße K 164. Weiter entfernt westlich fließt die Ems.
Das 12,8 ha große Naturschutzgebiet Tinner Loh liegt südlich und das 3200 ha große Naturschutzgebiet Tinner und Staverner Dose östlich.

## Geschichte
1652 wurden in Tinnen 300 Telgen (Setzlinge) gepflanzt.
Am Sonntag, den 25. August 1844, versank die Fähre von Tinnen nach Haren in der Nähe von Emmeln wegen Überladung. Dabei ertranken 13 Personen, 9 aus Tinnen, 3 aus Emmeln und eine aus Sögel.

### Einwohnerentwicklung
| Jahr | Einwohner |
| ---- | --------- |
| 1659 | 80        |
| 1749 | 209       |
| 1833 | 257       |

## Sehenswürdigkeiten
Die 1862/63 neu erbaute Kirche, eine katholische Marienkirche, wurde im Jahr 1932 erweitert. Die außen am Chor befindliche Madonna aus Stein stammt aus dem 17. Jahrhundert. Im Jahr 1958 goss die renommierte Glockengießerei Otto in Bremen-Hemelingen für die Kirche in Tinnen zwei Bronzeglocken mit den Schlagtönen: h′ und d′.